# Club Nation
 Nação Clube é um programa de rádio semanal,  DJs Croata/  Holandes duo Tezija & pelo  Keyra, é transmitido em todo o mundo por mais de 30 estações de rádio . O programa tem o duas horas de duração, com o mistura de novas músicas trance, tanto promocionais quanto lançadas comercialmente.
Nação Clube foi transmitido pela primeira vez em 13 de fevereiro de 2009 na estação comercial holandesa Splash FM. A estação perdeu a frequência FM e a emissora japonesa Rede Transamérica Internacional decidiu continuar transmitindo o  Nação Clube. Depois disso, mais estações FM e web em todo o mundo fizeram a repetição do programa.
O programa é apoiado por DJs conhecidos mundialmente com um participação de convidados, como DJs como Gareth Emery, Cosmic Gate, TyDi, Ferry Corsten e Judge Jules .

## Transmissões

### Países Baixos
AB-Radio 105.8
Radio 350 92.3
Atos RTV 106.1
Tynaarlo Lokaal 105.9
Radio Hengelo 105.8
ExcellentFM 104.9
Boschtion FM 95.2
Radio Polderland 106.0
Zap! FM 107.9
RTW FM 105.8
Radio President 107.9
SluttieFM
New Dance Radio
Aktief FM
CentrumRadio Rotterdam
Network Radio 1
Radio 105
Now! FM

### Bélgica
Radio M FM 107.5 / 107.6 / 107.2
Thals FM 105.7
Radio Brouwer FM 106.3
Accent FM
Text Radio

### Outros países
Club Lounge Radio (Trance Channel) Germany
Trance Clubber Radio England
Rede Transamérica International 76.5 Japan
Safari Radio 104.7 FM Greece
TurnON Radio International United States
Radio Napa 106.3 FM Cyprus
Trancefan Germany
Emsradio Poland
Trance Radio CH Switzerland
Rapture Radio England
HALOradio
Radio Dj-Fm Albania
SSRadio Hard and Fast England
Kiss FM Ireland
Tune FM United States
MegaBPM Germany
HKGFM Hongkong
Electronic Clubsounds Germany
Trance Vibrations Romania
Radio Net Colombia
Live Mix Brazil

## Listas de reprodução
Listas de reprodução para cada episódio podem ser encontradas no site oficial do Nação Clube .

## Características regulares
Cada transmissão apresenta a melodia da semana, o clássico da semana e o mix de convidados do Nação Clube .

### Música da semana
A música da semana é selecionada por Tezija & Keyra e na maioria das vezes uma faixa ainda não lançada.

### Clássico da semana
O clássico da semana é uma faixa dos últimos anos.

### Mix de convidados do Nação Clube
O mix de convidados do Nação Club, é um mix de 30 minutos de um DJ conhecido de todo o mundo. Em alguns episódios especiais, o mix de convidados é de 1 hora.

### Gravadora Nação Clube
Em 2010, Tezija & Keyra começaram sua gravadora Nação Clube Records, os artistas desta gravadora são promovidos mundialmente no programa de rádio.